# Tharpyna decorata
Tharpyna decorata là một loài nhện trong họ Thomisidae.
Loài này thuộc chi Tharpyna. Tharpyna decorata được Ferdinand Karsch miêu tả năm 1878.